# Odolena Voda
Odolena Voda (en allemand : Odolenswasser) est une ville du district de Prague-Est, dans la région de Bohême-Centrale, en République tchèque. Sa population s'élevait à 6 455 habitants en 2024.

## Géographie
Odolena Voda se trouve à 8 km à l'est de Kralupy nad Vltavou et à 18 km au nord du centre de Prague.
La commune est limitée par Úžice au nord et à l'est, par Veliká Ves à l'est, par Panenské Břežany, Klíčany et Vodochody au sud, et par Postřižín à l'ouest.

## Histoire
La première mention écrite de la localité date de 1352.